# Betlehemskyrkan, Antwerpen
Betlehemskyrkan är en kyrkobyggnad i Antwerpen och Svenska kyrkan i Antwerpen i Belgien. Liksom för de andra kyrkorna i Svenska kyrkan utlandet sorterar församlingen under Visby stift.

## Historik
Kyrkan började byggas 26 december 1869, och invigdes drygt sju månader senare, den 3 augusti 1870. Kyrkan restaurerades 1930 och fick då bland annat en läsesal. Året därpå, den 17 maj 1931, togs den nuvarande orgeln i bruk. Instrumentet har två manualklaviaturer, pedalklaviatur och 14 stämmor.
Under andra världskrigets bombningar skadades fastigheten allvarligt genom att taket trycktes in, sprickor uppstod i väggarna och en dopfunt i kalksten förstördes. Vid 1952 års renovering vändes kyrksalen för att göra det möjligt att använda läsesalen som en förlängning av gudstjänstrummet. Den nuvarande altartavlan härstammar från den förändringen och är signerad "Vingerhouds 1951". Flera av de ursprungliga glasmålerierna och en Kristusstaty från sent 1800-tal har också bevarats.